# GRG Services Group
Die GRG Services Berlin GmbH & Co. KG ist die Obergesellschaft der GRG Services Group, einer deutschlandweit tätigen Gebäudereinigung mit Sitz in Berlin. Das Unternehmen wird in 3. Generation in Familienhand durch den geschäftsführenden Gesellschafter Heiko Schwarz sowie den Geschäftsführer Christian Heikenfeld geführt.

## Geschichte
Am 20. Februar 1920 gründete Walter Schwarz in Berlin die Walter Schwarz Glasreinigung. Sein erster Kunde war das Kaufhaus Hermann Tietz (Hertie). 1930 wurde das Unternehmen in „GRG - Großberliner ReinigungsGesellschaft“ umbenannt und in eine GmbH umgewandelt. 1970 übernahm Gründersohn Hans-Jochen Schwarz die Geschäftsführung des Familienunternehmens. 1971 wurde der erste Ableger außerhalb Berlins, die GRG Hamburg gegründet. 1990 wurde nach der Wende eine Niederlassung in Potsdam eröffnet. Nach dem Tod von Hans-Jochen Schwarz im Januar 1996 übernahm Gründerenkel Stephan Schwarz die Geschäftsführung des Familienunternehmens. 2000 übernahm Gründerenkel Heiko Schwarz die Geschäftsführung der GRG Hamburg. 2004 wurden Niederlassungen in München und in Passau eröffnet. 2011 wurde mit einem Büro in Wolfsburg ein Standort in Niedersachsen gegründet. 2013 folgte Hannover. 2014 erweiterte die GRG ihr Einzugsgebiet in Sachsen mit der Eröffnung eines Büros in Dresden. 2016 folgte der Standort Düsseldorf.
Die GRG ist gemäß dem Umweltstandard EMAS und dem Arbeitsschutzmanagement OHSAS 18001 zertifiziert. 2018 erhielt die GRG die Auszeichnung FOCUS TOP Arbeitgeber als bester Arbeitgeber in der Gebäudereinigung in Deutschland.  Sowohl 2020 als auch 2021 wurde die GRG als „Leading Employer“ ausgezeichnet.
Am 20. Feb. 2020 wurde die GRG 100 Jahre alt. Für das Jubiläum wurden unter dem Motto „GRG-Geschichten“ zahlreiche Videos produziert, die persönliche Porträts der Mitarbeiterinnen und Mitarbeiter zeigen.
Am 21. Dez. 2021 legte Stephan Schwarz, in Vorbereitung auf seine neue Rolle als Senator für Wirtschaft, Energie und Betriebe in Berlin, seine Position als Geschäftsführer nieder. Er blieb vom 21. Dez. 2021 bis 27. April 2023 im Amt.

## Unternehmensstruktur
(Stand: 31. Dez. 2021):
- GRG Services Berlin GmbH & Co. KG
- GRG Services Hamburg GmbH & Co. KG
- SNW Schneebeseitigung Nord Winterdienst GmbH
- GRG Services Verwaltung Hamburg GmbH
- GRG Services Hotel GmbH
- GRG Services Verwaltung Berlin GmbH
- GRG Services Gebäudemanagement GmbH
- GRG Services München GmbH

## Gesellschafter
(Stand: Januar 2024):
- Stephan Schwarz – 45 %
- Heiko Schwarz – 45 %
- Ira Schwarz – 10 %

## Dienstleistungen

### Allgemeine Leistungen
- Reinigung: Unterhaltsreinigung, Glasreinigung, Fassadenreinigung, Grundreinigung, Mattenservice, Graffitibeseitigung, Graffitiprophylaxe, Winterdienste, Grünflächenpflege, Grauflächenpflege
- Service: Telefonzentrale, Empfang, Garderobe, Pförtnerdienste, Veranstaltungsreinigung, Konferenzservice, Hausmeister, Tagesfrauen, Spüldienste
- Logistik: Entsorgung, Holdienste, Bringdienste, Materiallogistik, Postdienste
- Beratung: Objektsteuerung, Stellung technischer Infrastruktur, Anwendungstechnik, Zugangstechnik, Bauplanung, Beratung in Arbeitsschutz und Umweltschutz

### Branchenspezifische Spezialleistungen
- Hotel: Zimmermädchen, Hausdamen, Portier, Zimmerreinigung, Stewarding, Großküchenreinigung, Turn-down-Service, Reinigung nach HACCP-Standard, Reinigung von Wellness-Bereichen und Spa-Bereichen
- Hygiene-Services: Stationsreinigung, OP-Reinigung, Desinfektionsmaßnahmen, Zentralsterilisation, Formaldehydbegasung, Stationshilfetätigkeiten, hauswirtschaftliche Leistungen, Reinraumreinigung, Laborreinigung, Desinfektionsmaßnahmen, Reinigung nach GMP und HACCP-Standard
- Kultur und Freizeit: Ausstellungsreinigung, denkmalpflegerische Reinigung, Reinigung von Sportanlagen und Fitnessanlagen, Schwimmbadreinigung
- Industrie: Maschinenreinigung, Reinigung von Produktionsanlagen, produktionsbegleitende Dienstleistungen
- Bauwesen: Baufeinreinigung und Baugrobreinigung, Entsorgungsdokumentation, Schadstoffbeseitigung, Brandschadenbeseitigung

## Mitgliedschaften und Engagement
In Berlin nimmt die GRG an Berlin Partner für Wirtschaft und Technologie und Gesundheitsstadt Berlin teil. Als Familienunternehmen ist die Unternehmensgruppe auch Mitglied des Vereins Berliner Kaufleute und Industrieller. Des Weiteren kooperiert die GRG mit der Deutschen Gesellschaft für Qualität.
Die GRG ist Unterzeichner der Charta der Vielfalt. Die Unternehmensgruppe engagiert sich darüber hinaus durch Spenden bei mehreren gemeinnützigen Organisationen in Berlin. In Hamburg ist das Unternehmen darüber hinaus Partner der UmweltPartnerschaft.

## Auszeichnungen
- 1999 Umweltpreis der Arbeitsgemeinschaft Selbständiger Unternehmer (ASU)
- 2006 Qualitätspreis Berlin-Brandenburg, „Kategorie Dienstleistungsunternehmen ab 51 Mitarbeiter“[11]
- 2006 Finalist beim Ludwig-Erhard-Preis, Kategorie „mittlere Unternehmen“, Stand: 15. August 2011[12]
- 2007 Finalist beim Großen Preis des Mittelstandes: „Innovationstreiber am Standort Deutschland“, von Bundesministerium für Wirtschaft und F.A.Z.-Institut[13]
- 2011 „Berlins beste Arbeitgeber“, vom IMWF-Institut für Management- und Wirtschaftsforschung, der Helmut-Schmidt-Universität in Hamburg und der Beratungsgesellschaft Faktenkontor.[14]
- 2011 Auszeichnung im Rahmen des Innovationspreises FM, FM-Connect und FH Hamburg[15]
- 2012 „Berlins beste Arbeitgeber“, vom IMWF-Institut für Management- und Wirtschaftsforschung, der Helmut-Schmidt-Universität in Hamburg und der Beratungsgesellschaft Faktenkontor.[16]
- 2012 Qualitätspreis Berlin-Brandenburg, „Kategorie Unternehmen ab 251 Beschäftigte“[17]
- 2013 Hamburgs beste Arbeitgeber[18]
- 2013 Berlins beste Arbeitgeber[19]
- 2013 Münchens beste Arbeitgeber[20]
- 2014 Unternehmen mit Weitblick – „Perspektive 50plus – Beschäftigungspakete für Ältere in den Regionen“ des Bundesministeriums für Arbeit und Soziales[21]
- 2018 FOCUS TOP Arbeitgeber[5]